# Gluta malayana
Gluta malayana là một loài thực vật có hoa trong họ Đào lộn hột. Loài này được (Corner) Ding Hou mô tả khoa học đầu tiên năm 1978.